# Йоаникий Търновски
Йоаникий (на гръцки: Ιωαννίκιος) е гръцки духовник, митрополит на Вселенската патриаршия. При избухването на Гръцката революция в 1821 година е арестуван и екзекутиран от османските власти.

## Биография
Роден е в Смирна. Служи като велик протосингел на Вселенската патриаршия.
През август 1807 година Йоаникий е избран и по-късно ръкоположен за бурсенски митрополит. На 18 юни 1817 година Светият синод на Патриаршията го избира за търновски митрополит на мястото на преместения в Никея Макарий. В кондиката на Търновската митрополия се казва, че е посрещнат добре от градските първенци - чорбаджи Иванчо и чорбаджи Пенчо, епитроп на църквата „Света Богородица“. Йоаникий осъществява задълженията си с помощта на протосингела йеромонах Дионисий. Архидякон на митрополията е йеромонах Мелетий. В кондиката само два официални акта — за приетата оставка на епископ Яков Червенски през април 1818 година и за избора на дотогавашния диоклийски епископ Теоклит на негово място през същия месец.
При избухването на Гръцката революция в 1821 година е арестуван заедно с много други архиереи и затворен в Бостанджибаши. Обесен е на 4/12 юни 1821 година в Анауткьой.